# Fukomys mechowii
Fukomys mechowii  is een zoogdier uit de familie van de molratten (Bathyergidae). De wetenschappelijke naam van de soort werd voor het eerst geldig gepubliceerd door Wilhelm Peters in 1881.

## Voorkomen
De soort komt voor in Angola, Congo-Kinshasa en Zambia.